# Алексієвка (Сорочинський міський округ)
Алексі́євка (рос. Алексеевка) — село у складі Сорочинського міського округу Оренбурзької області, Росія.

## Населення
Населення — 158 осіб (2010; 222 у 2002).
Національний склад (станом на 2002 рік):
- росіяни — 92 %